# Barnes Football Club 1862-63
Questa voce raccoglie le informazioni riguardanti il Barnes Football Club della stagione 1862-63.

## Stagione
Questa fu la prima stagione del Barnes Football Club, fondato nel 1862. Poiché all'epoca non esisteva ancora un regolamento calcistico uniforme (la Football Association sarebbe stata istituita solo nel 1863) il Barnes redasse un proprio insieme di regole, scegliendo, tra l’altro, di vietare il tocco della palla con le mani.
Sebbene tali regole prevedessero l’inizio della stagione il primo sabato di ottobre, la prima partita documentata del Barnes FC, fu disputata contro il vicino Richmond, risale solo alla fine di novembre.
Nel mese di dicembre, il Barnes affrontò il Blackheath, un club che praticava uno stile di gioco simile al rugby, in cui era consentito correre con la palla sulle mani e praticare il cosiddetto hacking, ovvero colpire gli avversari agli stinchi. Il netto contrasto tra i due approcci costrinse le squadre a fare delle concessioni reciproche sul regolamento che fu simile al calcio attuale, con l'uso delle mani vietato. Nonostante ciò, l’incontro fu molto acceso, caratterizzato da mischie pericolose durante le quali il capitano del Barnes, Ebenezer Morley, rischiò persino lo strangolamento.
Nella prima metà del 1863, il Barnes sfidò l’NN Club e il Forest, due squadre che, come il Barnes, privilegiavano il gioco basato sul tocco con i piedi. Più tardi nello stesso anno, tutte e tre le squadre sarebbero diventate membri fondatori della Football Association.

## Risultati

### Amichevoli
| Barnes 29 novembre 1862 | Barnes | 2 – 0 | Richmond | Barn Elms Park |

| Richmond 13 dicembre 1862 | Richmond | 0 – 1 | Barnes | Richmond Green |

| Barnes 20 dicembre 1862 | Barnes | 0 – 2 | Blackheat | Barn Elms Park |

| Londra 25 gennaio 1863 | No Names | 4 – 0 | Barnes |  |

| Barnes 20 febbraio 1863 | Barnes | 0 – 1 | Forest | Barn Elms Park |

| Londra 28 febbraio 1863 | Blackheat | 0 – 0 | Barnes |  |

| Barnes 28 aprile 1863 | Barnes | 0 – 2 | No Names |  |